# Léon Ramos
Léon Ramos (Rotterdam, 9 november 1984) is een Nederlands voormalig voetballer die als verdediger voor FC Dordrecht, FC Omniworld, SC Cambuur en FC Eindhoven speelde.

## Carrière
Léon Ramos speelde in de jeugd van Excelsior, Feyenoord, Vitesse en het beloftenteam van RKC Waalwijk. Hij debuteerde voor FC Dordrecht op 10 augustus 2004 in de bekerwedstrijd tegen SVV Scheveningen en in de Eerste divisie op 13 augustus 2004, in de met 5-1 verloren uitwedstrijd tegen TOP Oss. Aan het einde van het seizoen 2004/05 vertrok hij transfervrij naar de nieuwe profclub FC Omniworld, waar hij een contract voor één seizoen tekende. Nadat dit contract niet werd verlengd aan het einde van het seizoen 2005/06 vertrok hij naar SC Cambuur, waar hij een seizoen op amateurbasis speelde. Het seizoen erna kwam hij op amateurbasis uit voor FC Eindhoven, maar hier werd hij in november 2007 ontslagen vanwege herhaaldelijk onprofessioneel gedrag. Hierna speelde hij nog voor de amateurclubs Excelsior Maassluis, XerxesDZB en SV Deltasport Vlaardingen.

### Statistieken
| Seizoen                   | Club           | Land           | Competitie     | Competitie | Competitie |
| Seizoen                   | Club           | Land           | Competitie     | Wed.       | Dlp.       |
| ------------------------- | -------------- | -------------- | -------------- | ---------- | ---------- |
| 2004/05                   | FC Dordrecht   | Nederland      | Eerste divisie | 11         | 0          |
| 2005/06                   | FC Omniworld   | Nederland      | Eerste divisie | 29         | 0          |
| 2006/07                   | SC Cambuur     | Nederland      | Eerste divisie | 5          | 0          |
| 2007/08                   | FC Eindhoven   | Nederland      | Eerste divisie | 7          | 0          |
| Carrièretotaal            | Carrièretotaal | Carrièretotaal | Carrièretotaal | 52         | 0          |
| Bijgewerkt op 17 mei 2020 |                |                |                |            |            |